# Tianheng Dao
Tianheng Dao (kinesiska: 田横岛) är en ö i Kina. Den ligger i provinsen Shandong, i den östra delen av landet, omkring 350 kilometer öster om provinshuvudstaden Jinan. Arean är 2,0 kvadratkilometer. Den sträcker sig 1,4 kilometer i nord-sydlig riktning, och 3,2 kilometer i öst-västlig riktning.